# Castel San Gimignano
Castel San Gimignano è una frazione divisa a metà tra i comuni italiani di Colle di Val d'Elsa e San Gimignano, nella provincia di Siena, in Toscana. Anticamente chiamata Castelnuovo per distinguerlo da un altro castello non lontano e sempre appartenente al Comune di San Gimignano chiamato Castel Vecchio, e le cui rovine sono ancora visibili nelle boscaglie vicine. Con il nome di Castel Nuovo è possibile rintracciarlo nella famosa mappa di Leonardo Da Vinci rappresentante la Val di Chiana.

## Descrizione
La frazione sorge sulla strada per Volterra, è divisa in due lungo la SR di Val di Cecina Cecina-Colle di Val d'Elsa tra i comuni di San Gimignano e Colle di Val d'Elsa.
La frazione si trova quasi al confine tra le province di Siena e Pisa. 
Nella parte posta sotto la competenza amministrativa del comune di San Gimignano, si possono vedere ancora mura medievali ed un antico stemma. Nelle sue vicinanze, sulla strada che conduce a San Gimignano, sorge il carcere di Ranza.

## Galleria d'immagini

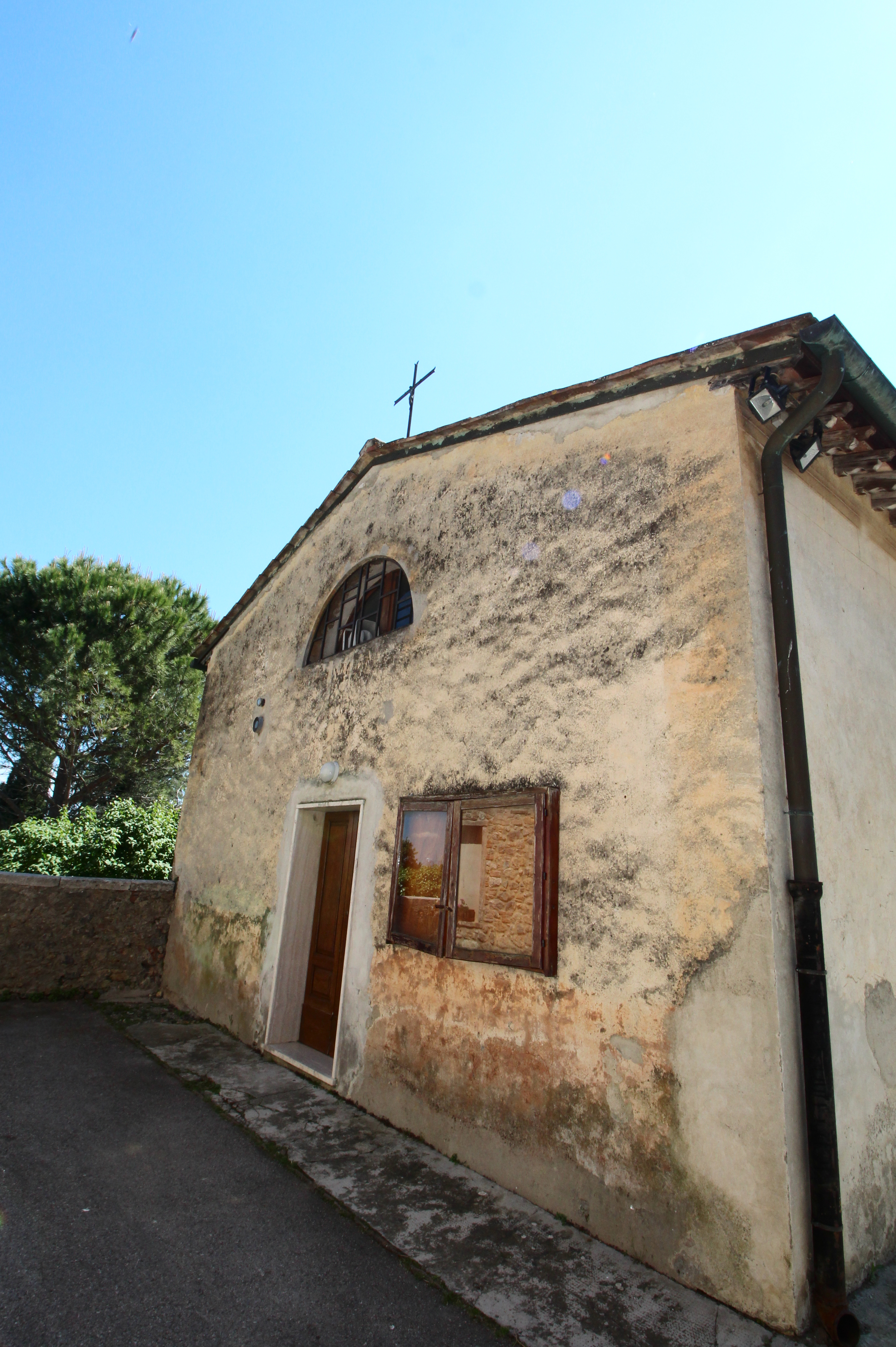
La chiesa di Santa Cristina nel borgo (XIV secolo)
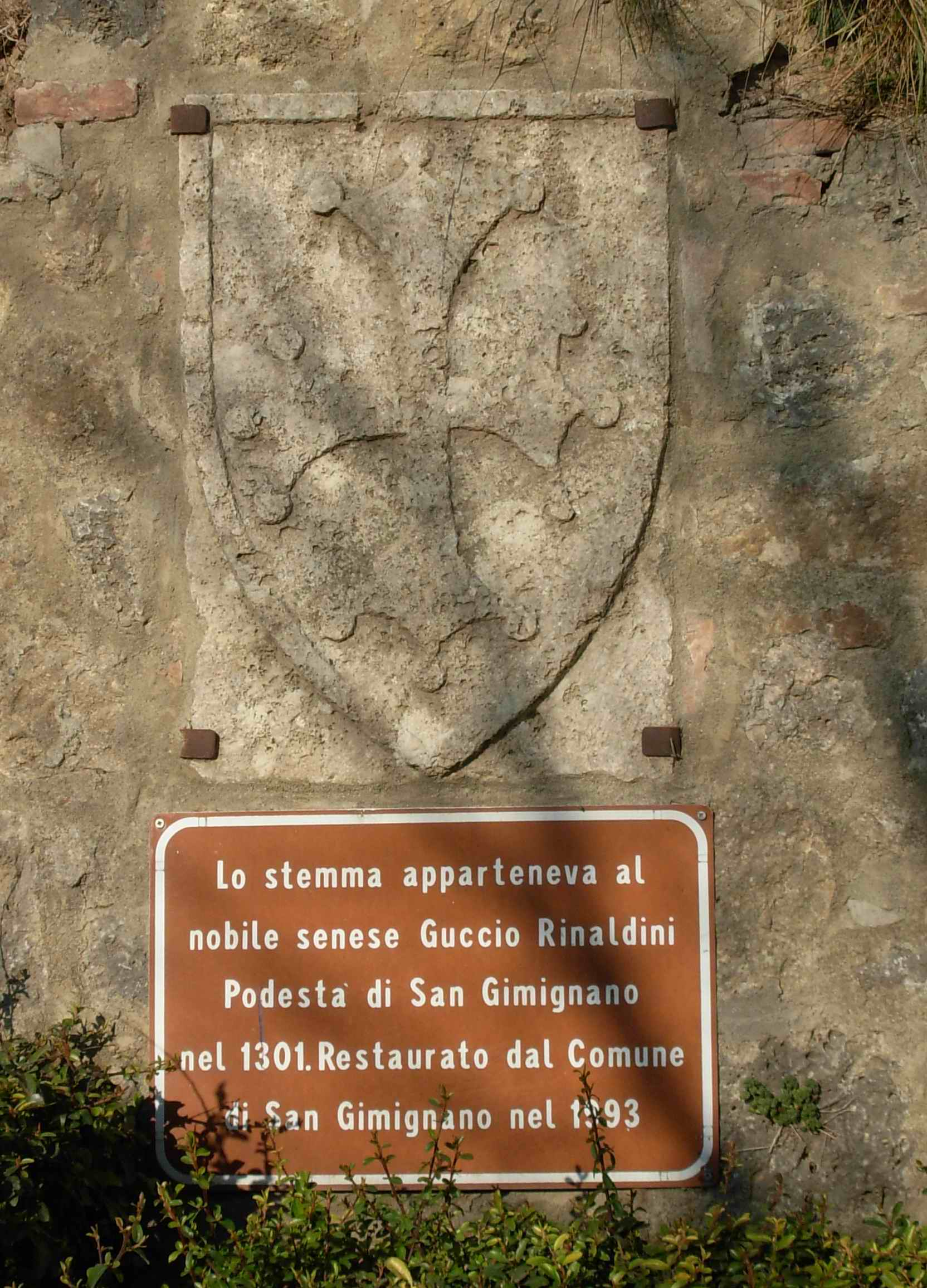
Stemma di Guccio Rinaldini (XIV secolo)